# Prunus fordiana
Prunus fordiana — вид квіткових рослин з родини трояндових (Rosaceae). Ареал охоплює такі країни: Камбоджа, Китай, Лаос, В'єтнам.

## Середовище
Цей вид являє собою кущ і невелике дерево, що росте в прибережних лісах аж до середньогірських лісів, як первинних, так і вторинних. Основними загрозами для цього виду є вирубка лісів та руйнування середовища існування через перетворення на сільськогосподарські угіддя та плантації. На місцевому рівні деяким субпопуляціям загрожує міська, дорожня та туристична забудова.

## Використання
Деревину використовують для виготовлення ручок молотків.